# 下油井站
下油井站（日语：／ Shimo-yui eki */?）是位於岐阜縣加茂郡白川町白山1570號，東海旅客鐵道（JR東海）的高山本線車站。

## 歷史
- 1928年（昭和3年）3月21日 - 高山線（在1934年改名為高山本線）白川口站至飛驒金山站之間開通，此站啟用。為旅客和貨物車站。
- 1968年（昭和43年）10月1日 - 結束貨物起卸業務。
- 1985年（昭和60年）4月1日 - 成為無人車站（簡易委託）。
- 1987年（昭和62年）4月1日 - 伴隨國鐵分割民營化，車站由東海旅客鐵道（JR東海）營運。
- 2014年（平成26年） - 隨著KiHa75形（日语：JR東海キハ75形気動車）開始在高山本線上行走，提高了月台高度。

## 車站構造
車站是一座地面車站，設有2面2線相對式月台，可進行列車交會。兩月台之間設有跨線橋連接。
此站是無人車站。車站大樓是一座古老木造建築物，曾經設有車站職員當值。此站設有自動販賣機和郵筒。

### 月台
| 月台 | 路線     | 上下行 | 方向               |
| ---- | -------- | ------ | ------------------ |
| 1    | 高山本線 | 上行   | 美濃太田、岐阜方向 |
| 2    | 高山本線 | 下行   | 下呂、高山方向     |

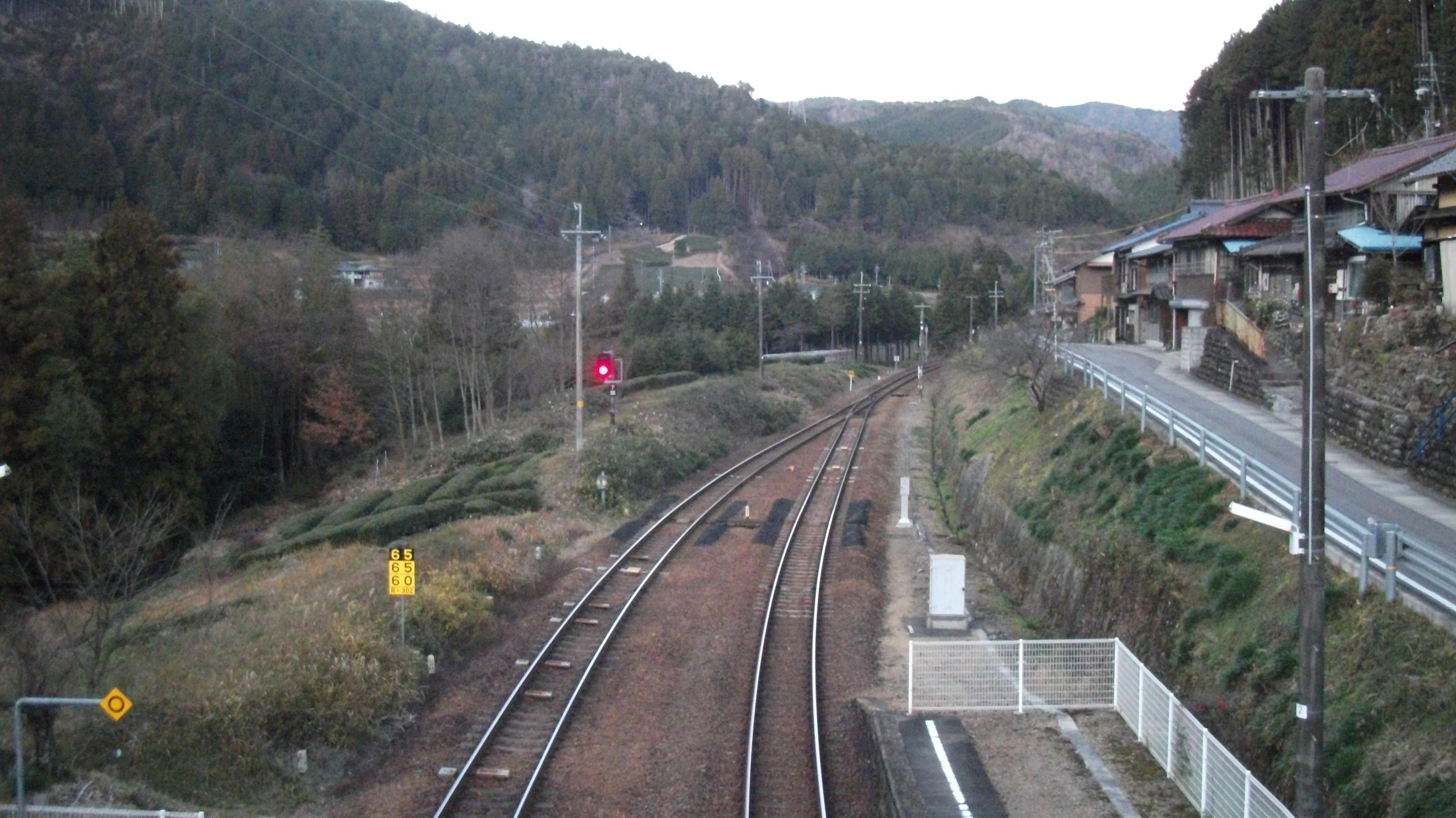
從跨線橋望向月台飛驒金山方向（2011年12月）
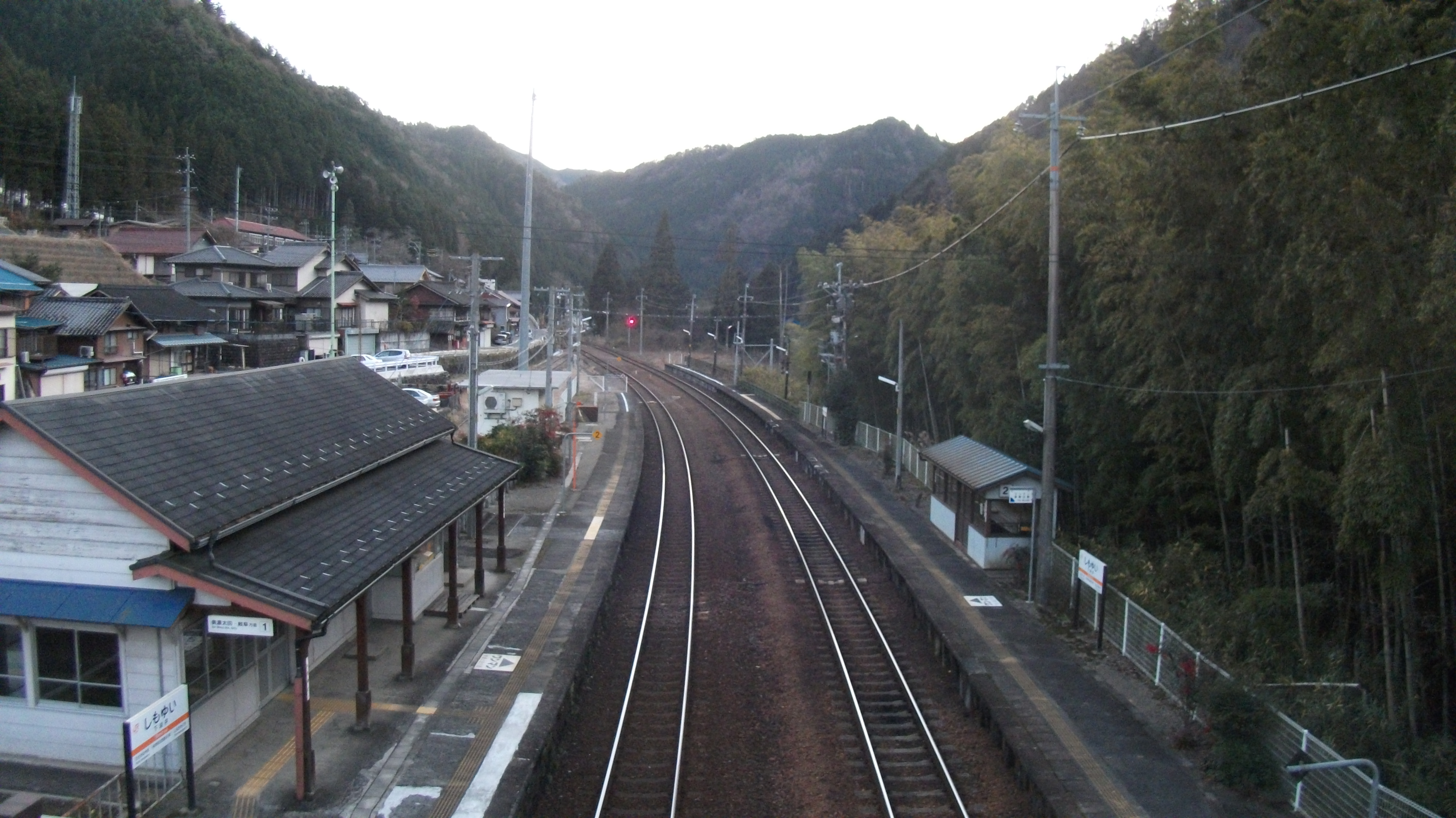
從跨線橋望向月台白川口方向（2011年12月）
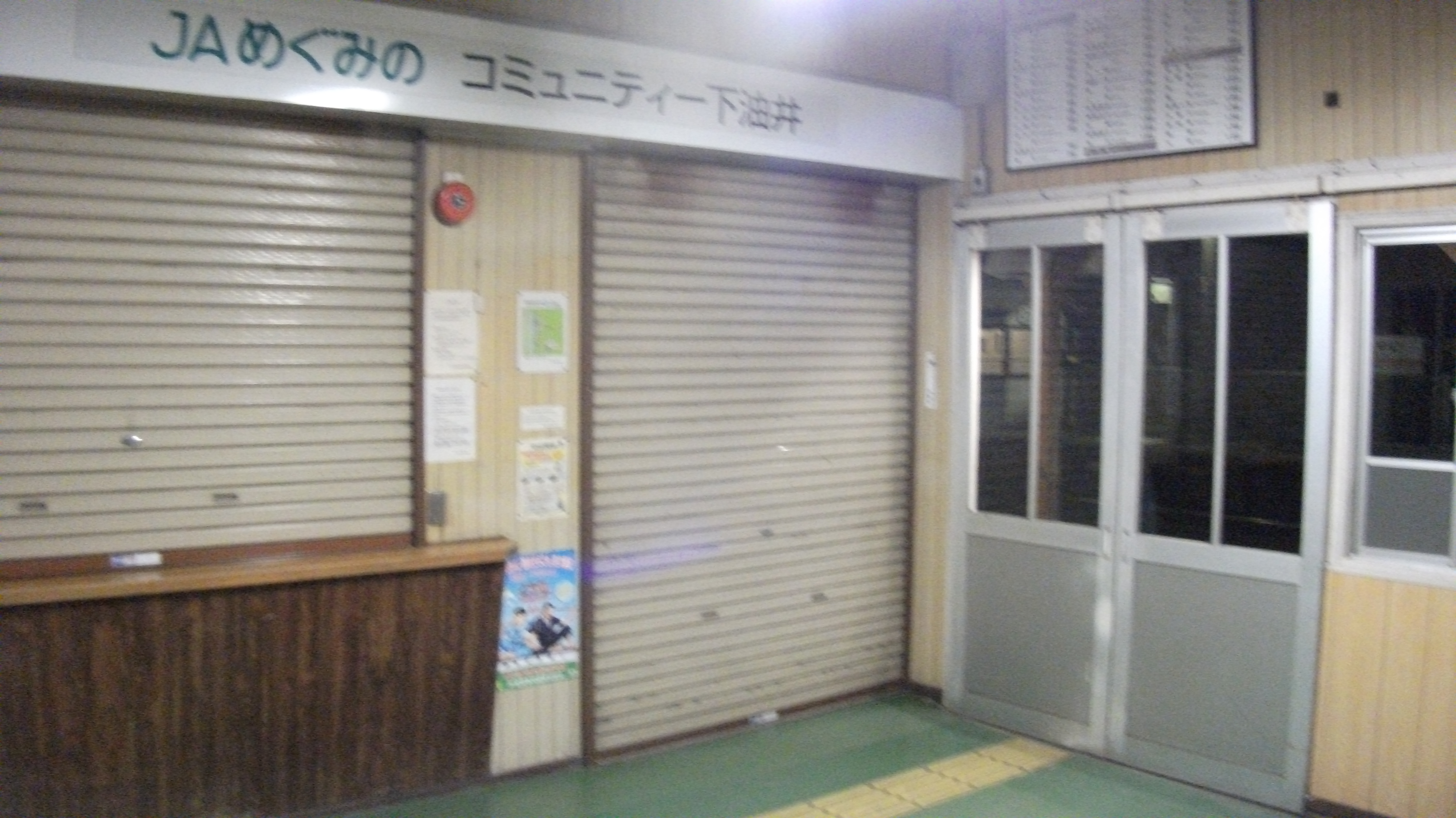
車站大樓內（2011年12月）
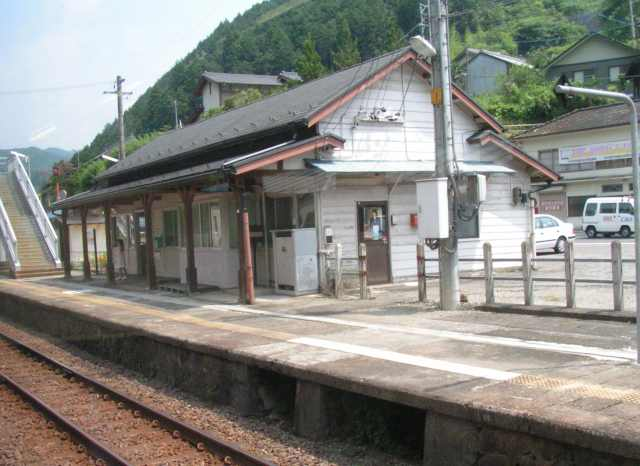
從月台望向車站大樓（2006年8月）

## 車站周邊
車站位於山中的小村落內。
- 白川下油井郵局
- 見知食作館（下油井站的避難場所）
- 國道41號
- 國道256號（日语：国道256号）
- 飛驒川（日语：飛騨川）

## 巴士路線
在站前設有巴士站，停靠的巴士路線是濃飛巴士佐見線，行走於白川口站前與栗林地區之間，該路線的班次較少。

## 相鄰車站
東海旅客鐵道（JR東海）
 高山本線
白川口－（鷲原信號站）－下油井－飛驒金山

## 注腳
1. ↑  JR東海移動等便利化取組報告書
2. 1 2  採用車站時間表的方向資訊。詳情參見JR東海官方網站的各站時間表 （页面存档备份，存于）（截至2015年1月）。